# Butterick's-huset

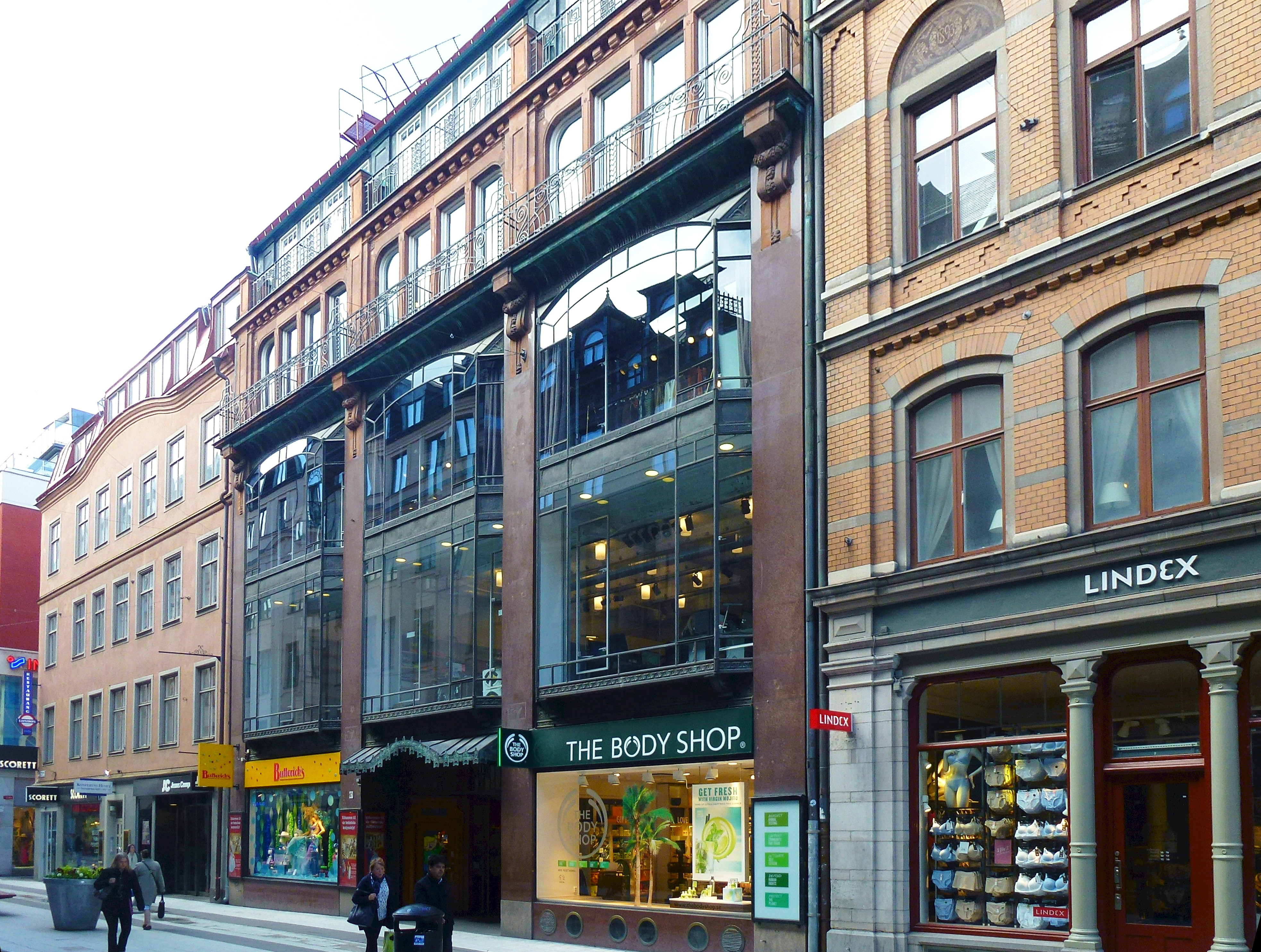
Butterick's-huset, Drottninggatan 57 i juni 2015.

Butterick's-huset (fastigheten Lammet 8) är en byggnad i kvarteret Lammet vid Drottninggatan 57 på Norrmalm i Stockholm. Huset med sin jugendinspirerade glasfasad uppfördes mellan 1907 och 1910 och är blåmärkt av Stadsmuseet i Stockholm, vilket innebär att bebyggelsen bedöms ha ”synnerligen höga kulturhistoriska värden”. Lammet 8 hade en pendang i ett liknande hus som uppfördes ungefär samtidigt i fastigheten Adam och Eva 4 mittemot. Det revs i början av 1960-talet.

## Historik

Fasadritning från 1907.

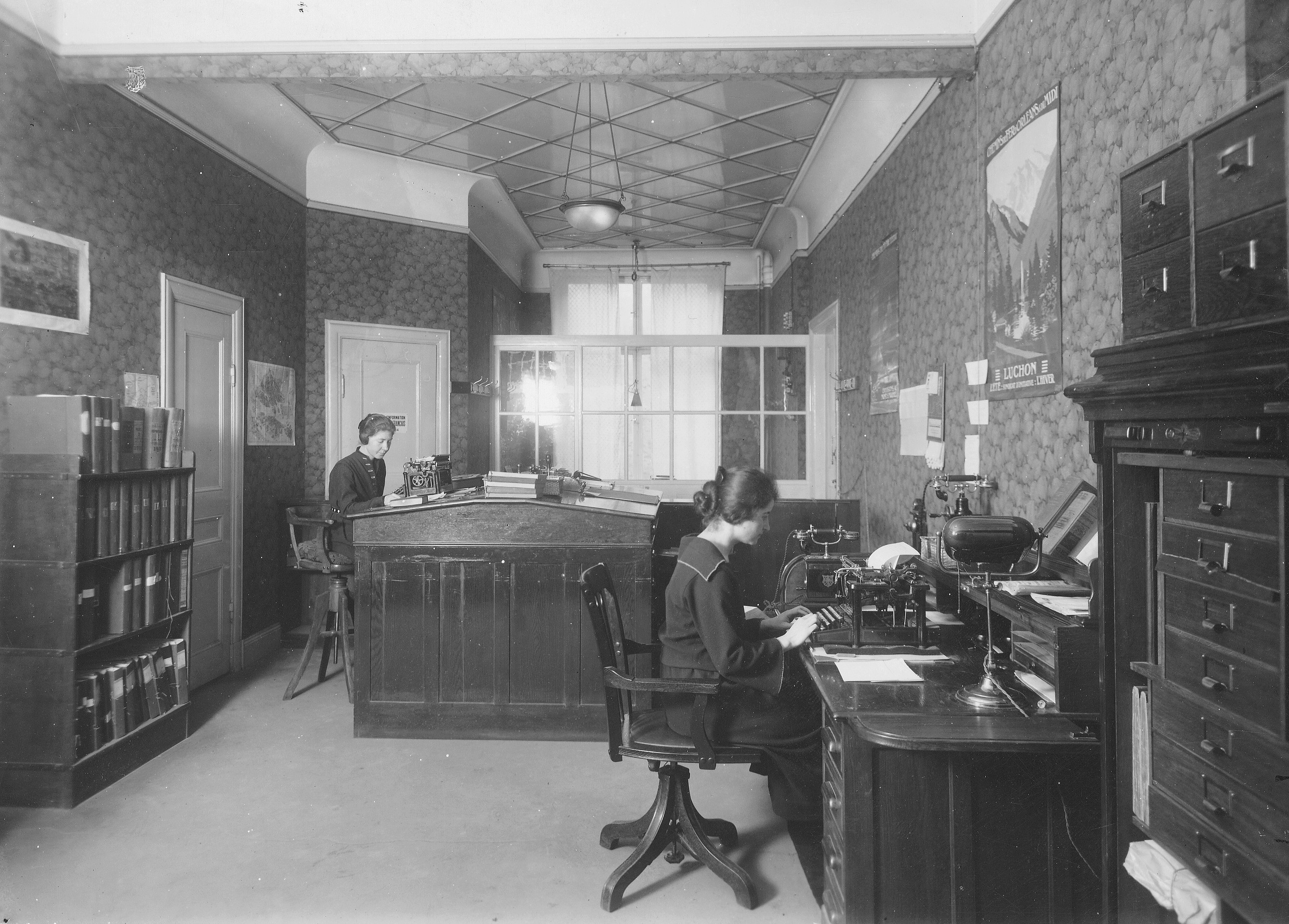
Franska handelskammarens kontor.

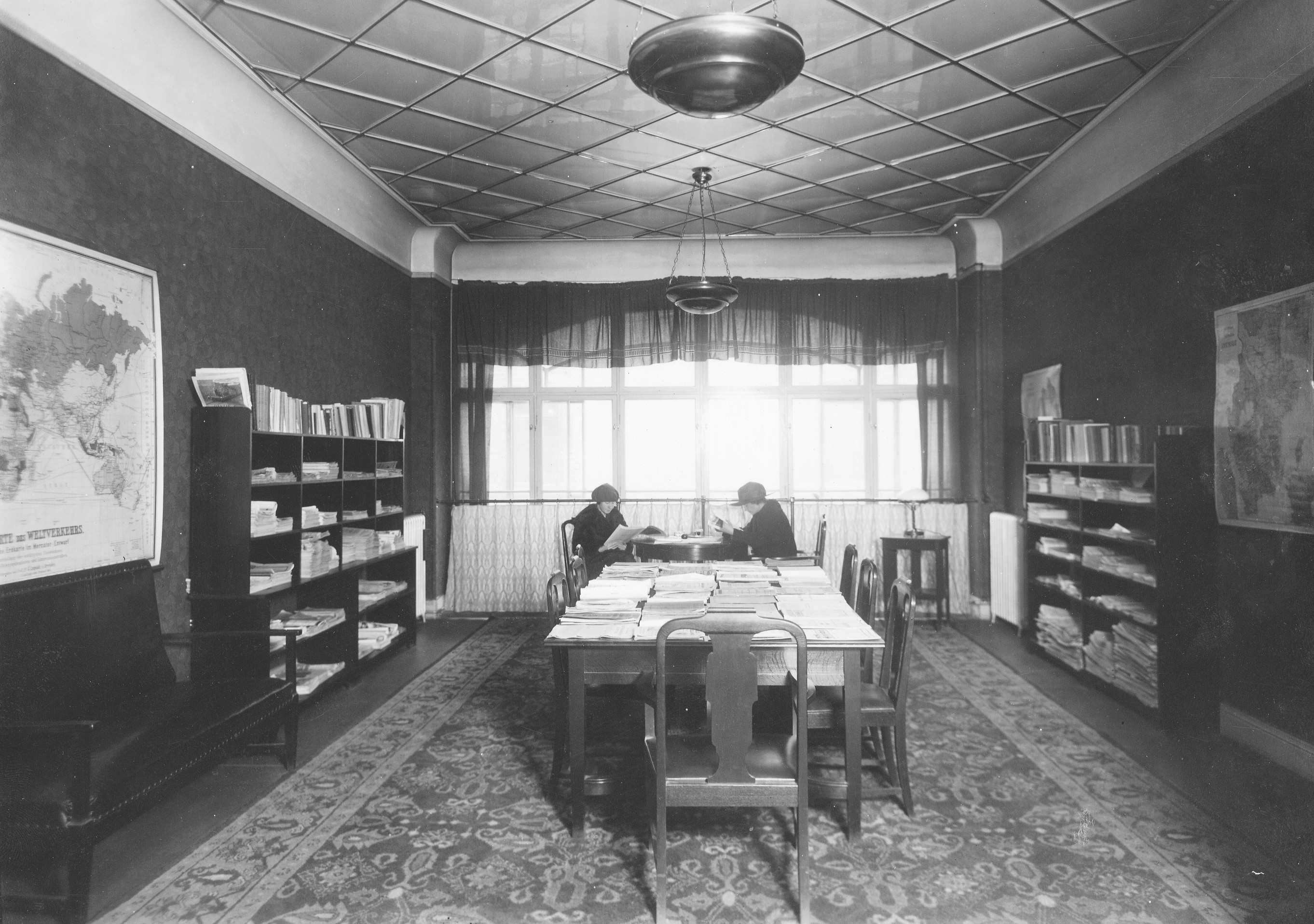
Franska handelskammarens lässal.

Fastigheten Lammet 8 uppfördes mellan 1907 och 1910 som kontors- och affärshus efter ritningar av arkitektkontoret Dorph & Höög och ersatte då ett hus från 1750-talet. Byggmästare och ingenjören Johan Niklas Gustafson var beställare samt ägare av Lammet 8 och hans firma Nilsson & Gustafson AB byggde huset. Dorph & Höög ritade ett litet, elegant affärshus i fem våningar som i sin stil står nära fransk-belgisk Art Nouveau och som var något helt nytt i Stockholm. 
Fasaden domineras av tre stora burspråkliknande skyltfönster av järn och glas, som sträcker sig över två våningar och är insatta mellan pilaster av röd polerad Oppmannagranit. Däröver löper en smal balkong med sirligt jugendinspirerat smidesräcke längs hela huset. Här är fasaden utförd av röd sandsten. Våning fem är något indragen bakom ett långt räcke och klädd i kopparplåt.
Över entrén märks ett rikt dekorerat skärmtak av kopparplåt. Själva entrén är påkostad med golv av vit marmor omgiven av en bård av grön marmor. Taket uppvisar polykrom ornamentsmålning med tallbarr, kottar och gula bladslingor. Fastigheten rymmer sedan byggnadstiden kontorslokaler och bevarar av ursprunglig inredning som flera glastak, bland annat i Butterick's butik.
En av hyresgästerna var Franska handelskammaren som hade sitt kontor och lässal här, en annan var fotografen Walter Wolfenstein (möjligen en son till fotografen Valentin Wolfenstein). Han drev Wolfensteins Porträtt studio här mellan 1909 och 1952. Den mest kända hyresgästen blev dock familjeföretaget Butterick's som skulle ge huset sitt namn. De hade redan 1903 etablerat sig vid Drottninggatan och flyttade sedan in i den vänstra lokalen i bottenvåningen av det nybyggda Lammet 8. Där har företaget fortfarande sin Stockholmsfilial. 
År 2004 förvärvades fastigheten Lammet 8 för 92 miljoner kronor av affärsmannen Stefan Persson, huvudägare och ordförande i Hennes & Mauritz.

## Rivningshot
I översiktsplanen City 67 för omdaningen av Stockholms City, kallad Norrmalmsregleringen, var det tänkt att placera ett av 20 planerade parkeringshus i kvarteret Lammet. Även Butterick’s-huset hotades av rivning och Stockholms stadsmuseum hade samråd med Riksantikvarieämbetet att skydda fastigheten Lammet 8 som byggnadsminne samt redovisa grannhusen mot norr som byggnader med stort kulturhistoriskt värde. Här ändrades också planerna, men resten av kvarteret skulle bli ett enda stort parkeringshus med en bred nerfartsramp i Bryggargatan. Av översiktsplanens 20 parkeringshus byggdes bara fem, något p-hus i kvarteret Lammet blev det aldrig och bebyggelsen fick stå kvar. Lammet 8 blev inte skyddat som byggnadsminne men är blåmärkt enligt Stadsmuseets kulturhistoriska klassificering, som är den högsta klassen.

## Butterick’s-husets pendang
Ungefär samtidigt med Butterick’s hus ritade Dorph & Höög ett nästan likadant "systerhus" mittemot på Drottninggatan 58 (dåvarande fastighet Adam och Eva 4) för samma uppdragsgivare. Huset revs i början av 1960-talet i ramen för City 67. På platsen uppfördes sedan parkeringshuset P-Centrum, det första i sitt slag i Sverige och rivet 2005.

## Bilder

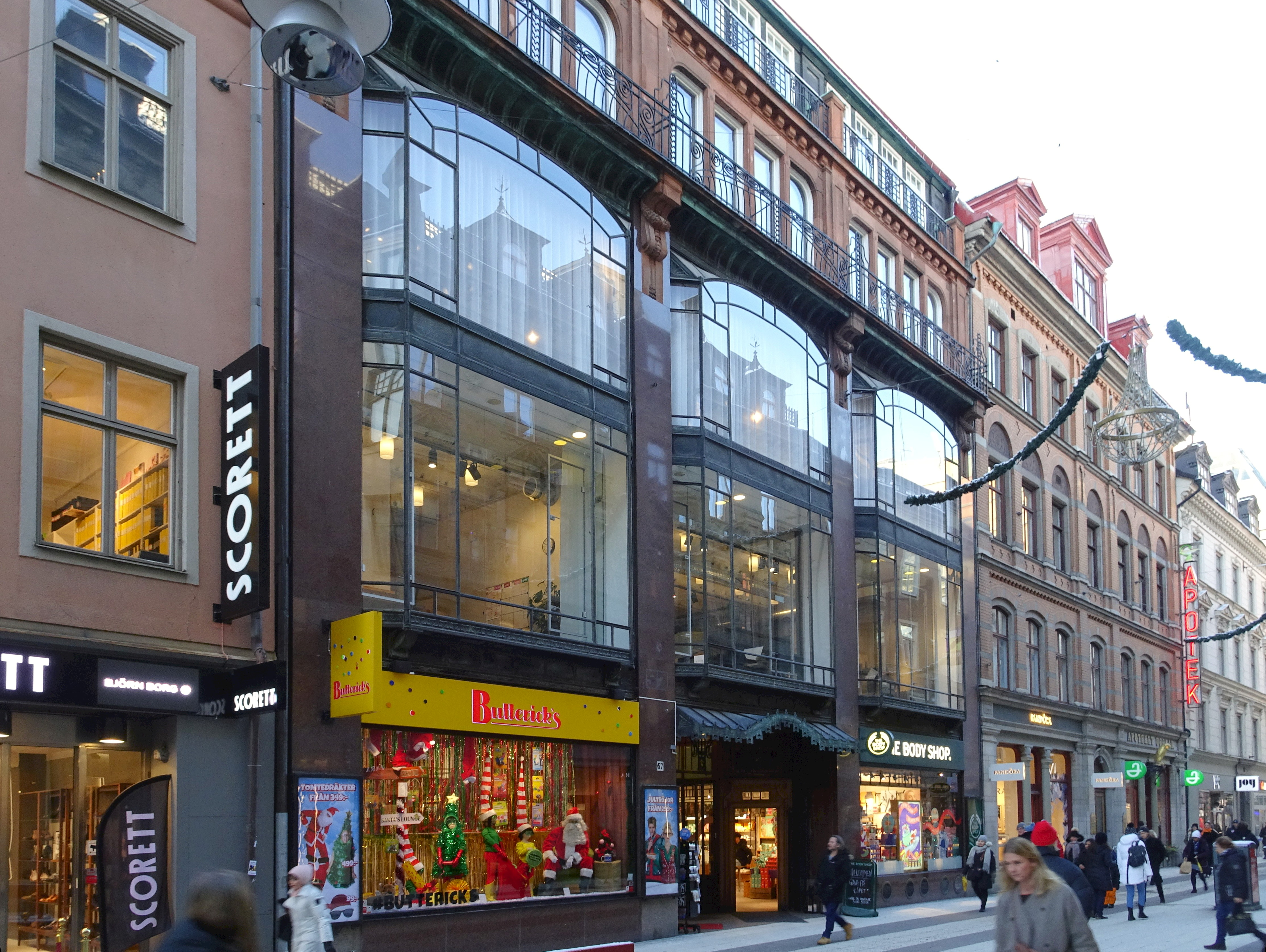
Fasad mot Drottninggatan, vy norrut.
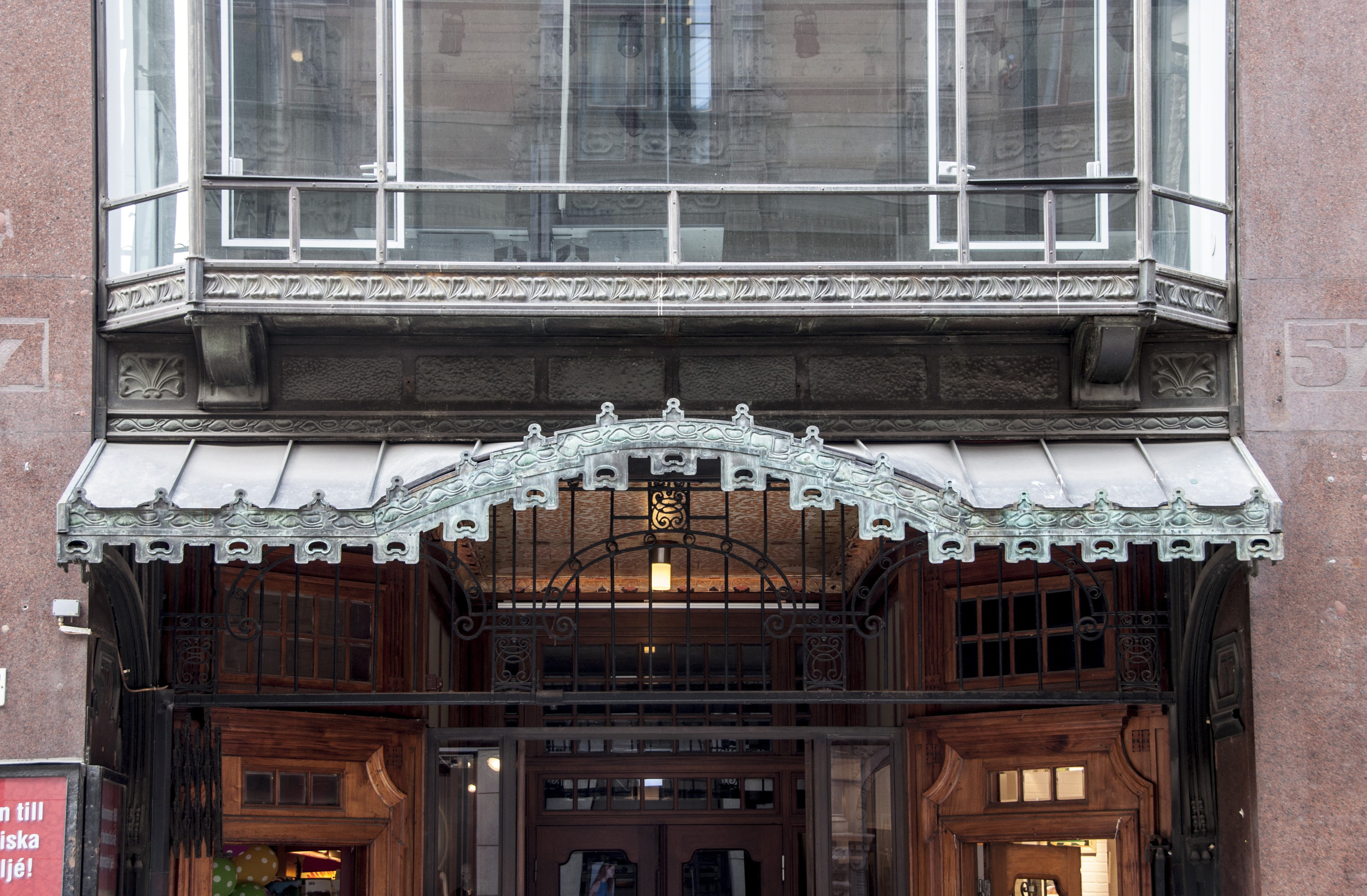
Skärmtaket över entrén.
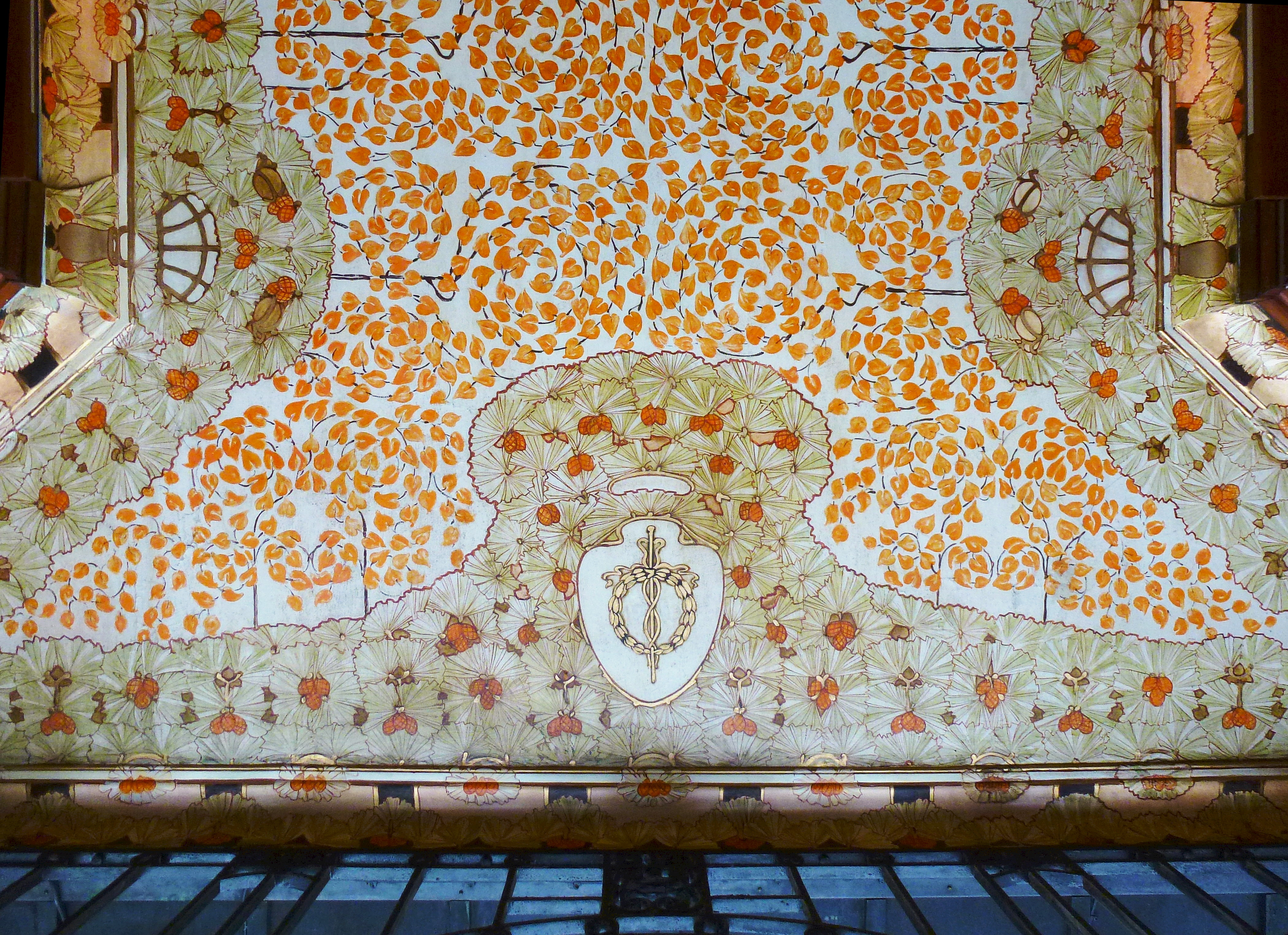
Takmålning i entrén.
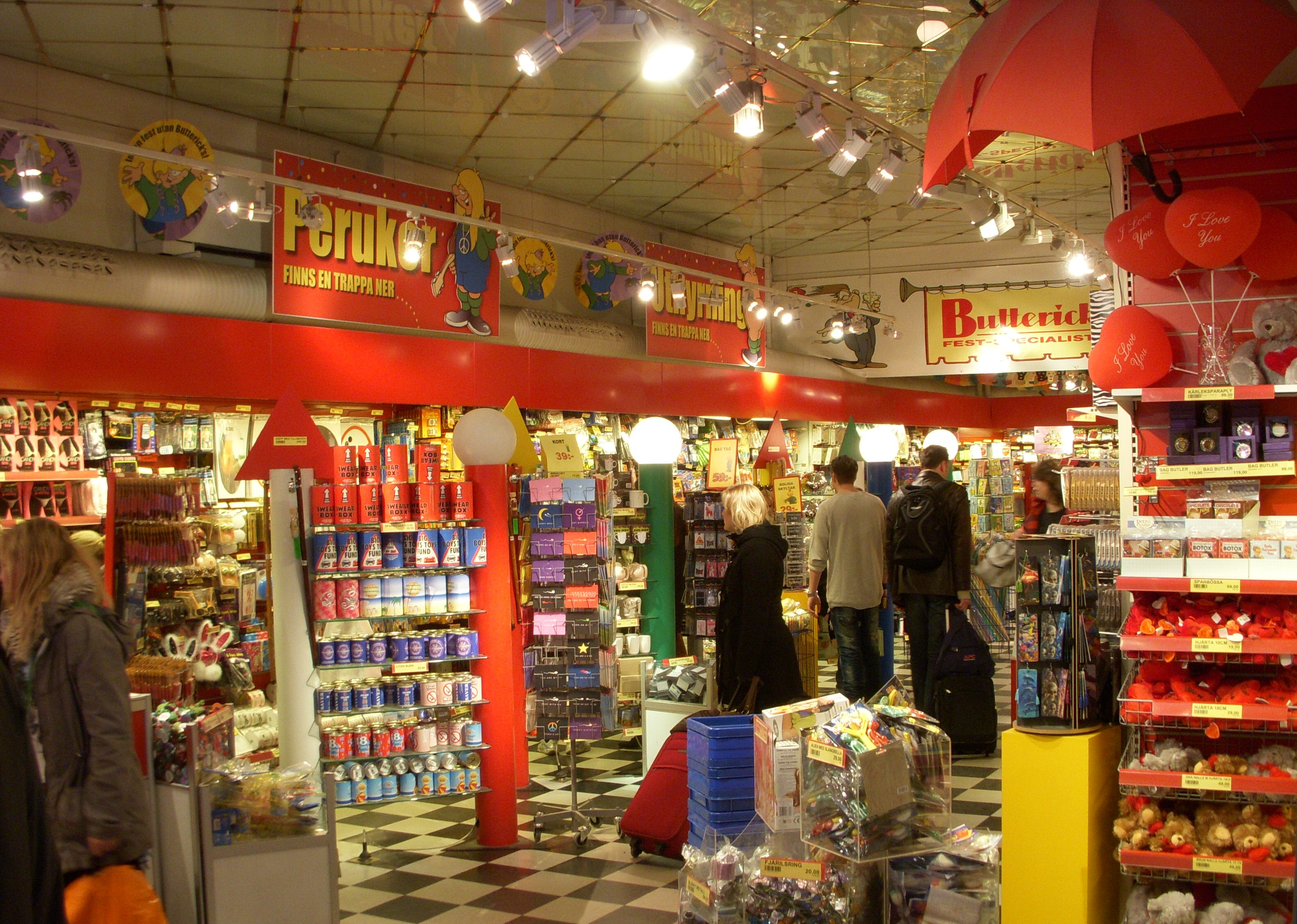
Butterick's butik.
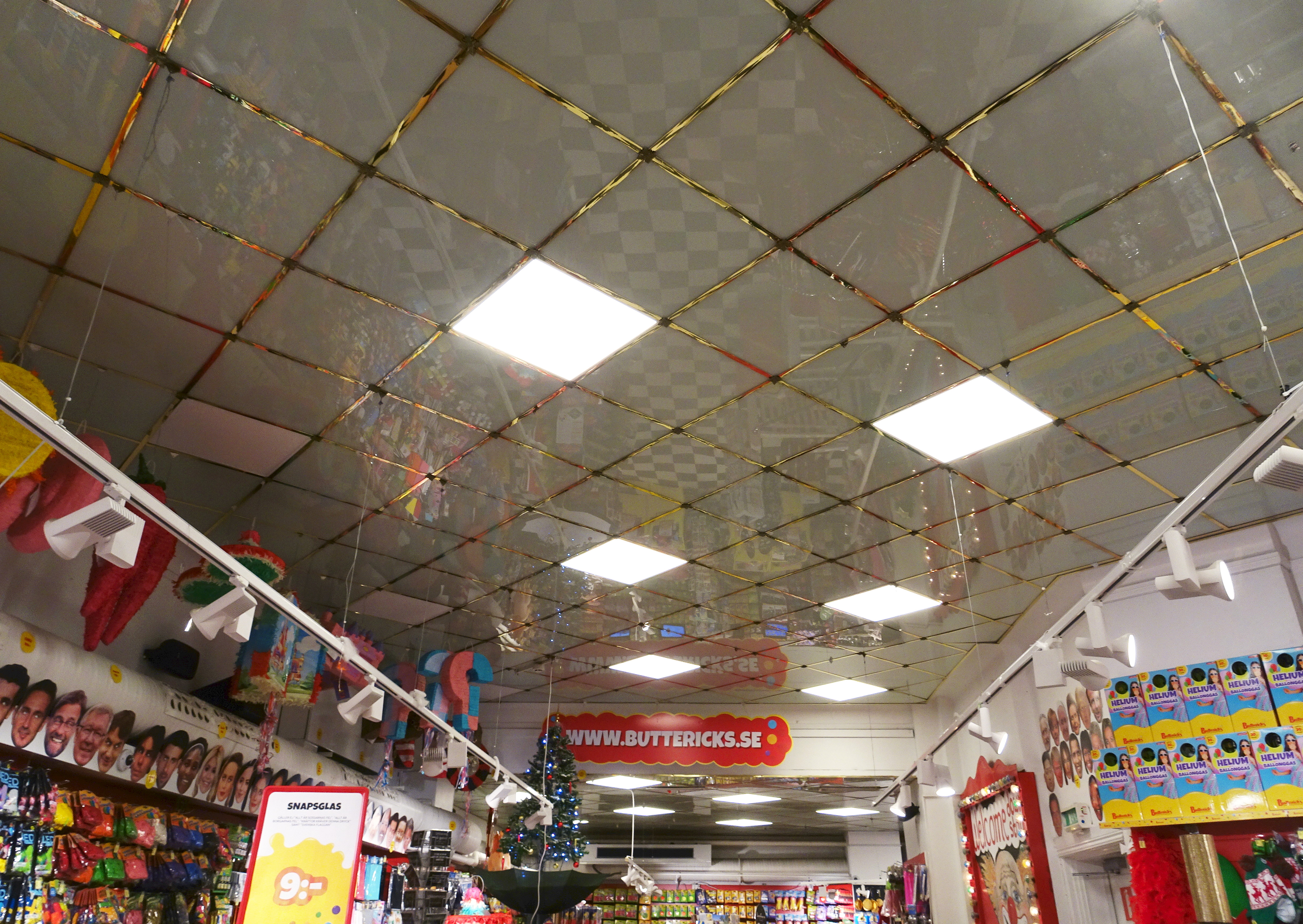
Butterick's butik med bevarat glastak.